# Pedro Rosselló

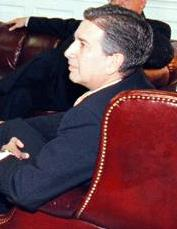
Pedro Rosselló (1999)

Pedro Juan Rosselló González (* 5. April 1944 in San Juan) ist ein puerto-ricanischer Politiker. Zwischen 1993 und 2001 war er Gouverneur von Puerto Rico.

## Werdegang
Pedro Rosselló besuchte zunächst die Academia Santa Teresita und die Academia del Perpetuo Socorro in San Juan. Danach studierte er bis 1966 an der University of Notre Dame in Indiana. Daran schloss sich bis 1970 ein Medizinstudium an der Yale University an; dieses setzte er an der Harvard University fort. Nach seiner Zulassung als Arzt begann er in San Juan in diesem Beruf zu arbeiten. Gleichzeitig bildete er sich bis 1981 an der dortigen Universität von Puerto Rico im medizinischen Bereich weiter. Später hielt er juristische Vorlesungen sowohl in Harvard als auch an der Universität von Puerto Rico. Er war auch Leiter der Chirurgie am Kinderkrankenhaus dieser Universität. Im Jahr 1985 wurde er Gesundheitsbevollmächtigter der Stadt San Juan.
Politisch schloss sich Rosselló der Demokratischen Partei der Vereinigten Staaten und der puerto-ricanischen Partido Nuevo Progresista (PNP) an. Im Jahr 1988 kandidierte er erfolglos für das Amt des Kongressdelegierten (Resident Commissioner) für Puerto Rico. 1991 wurde er Parteivorsitzender der PNP. Dieses Amt bekleidete er bis 1999. Im Jahr 1992 wurde er als Nachfolger von Rafael Hernández Colón zum neuen Gouverneur von Puerto Rico gewählt. Nach einer Wiederwahl konnte er zwischen dem 2. Januar 1993 und dem 2. Januar 2001 zwei Amtszeiten absolvieren. In dieser Zeit wurde dort eine Gesundheitsreform verabschiedet.
1999 verzichtete Rosselló auf eine weitere Kandidatur. Er zog nach Boston in Massachusetts und lehrte an der der Harvard University angeschlossenen John F. Kennedy School of Government. Später hielt er medizinische Vorlesungen an der George Washington University in Washington, D.C. Dann kehrte er nach Puerto Rico zurück, wo er zwischen 2003 und 2008 noch einmal den Vorsitz der PNP übernahm. Von 2005 bis 2008 gehörte er auch dem Senat von Puerto Rico an. Im Jahr 2006 organisierte er den sogenannten March against U.S. Colonization in Puerto Rico. Dabei forderte er das Ende des Territorialstatus und den Beitritt seines Gebietes als 51. Bundesstaat zu den Vereinigten Staaten. 
Pedro Rosselló ist verheiratet und hat drei erwachsene Söhne. Der Sohn Ricky Rosselló wurde im Jahr 2016 ebenfalls zum Gouverneur von Puerto Rico gewählt.